# Rouleina euryops
Rouleina euryops är en fiskart som beskrevs av Sazonov, 1999. Rouleina euryops ingår i släktet Rouleina och familjen Alepocephalidae. Inga underarter finns listade i Catalogue of Life.